# 인스타일

로고

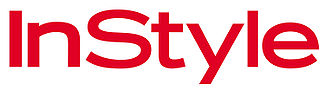
옛날 로고

인스타일(InStyle)은 타임에서 발간하는 월간 여성 패션 잡지이다.

## 역사
인스타일은 커버 모델로 음악가나 배우를 기용한 선두주자 중 하나다. 당시 대다수의 잡지들은 전문 모델만을 커버 모델로 기용했다.

## 한국의 인스타일
중앙미디어네트워크 소속 회사인 제이콘텐트리(J Contentree)에서 발행한다.